# 李郭派
李郭派（りかくは）は、中国山水画の画法の一つ。
五代、北宋の画家、李成と郭煕によって大成された画法。その名をとって李郭派と呼ばれる。董源、巨然を中心とする董巨派を文人画、南宗画の系譜とすると、李郭派は北宗画ともよばれる宮廷様式を中心とする画法の系譜に属する。
李郭派は大観的構図と蟹爪樹、雲頭皴の画法を特徴とし、その画法は東アジア山水の古典様式として、浙派や朝鮮半島の山水画、清代の袁派にまで大きな影響を与え、永い命脈を保った。
董其昌（1555年 - 1636年）の『画禅室随筆』によると、元末四家と呼ばれ文人画の基礎を築いた黄公望、倪瓚、呉鎮、王蒙はみな五代の董源を師とする一方、朱沢民（朱徳潤、1294年 - 1365年）・唐子華（唐棣、14世紀前半）・姚彦敬（姚廷美、14世紀中葉）はみな李成、郭煕を師としたという。そのほか、羅稚川などが元代の李郭派の画家として挙げられる。
高麗、朝鮮王朝時代にも、李郭派山水は大流行し、朝鮮初期の大画家である安堅もまた李郭派の画家の一人に数えられる。

## 中国山水画の分類
- 呉派
- 浙派

## 代表作
- 李成「喬松平遠図」（五代北宋、澄懐堂美術館蔵、三重県四日市市）
- 郭煕「早春図」（北宋（1072年）、台北国立故宮博物院蔵）
- 李公年「山水図」（北宋、プリンストン大学美術館）
- 朱徳潤「渾淪図巻」（元（1394年）、上海博物館蔵）
- 唐棣「倣郭煕秋山行旅図」（元、台北国立故宮博物院蔵）
- 安堅「夢遊桃源図」（朝鮮王朝（1447年）、天理大学附属天理図書館蔵）